# NRJ Club
 (août 2023).
NRJ Club était une émission musicale hebdomadaire diffusée le samedi de 20h à 22h par la station de radio FM NRJ entre 1982 et 1989.
Dans un premier temps l'émission était présentée par Jean-Paul et Bernard et présentaient les imports US , les nouveautés Funk et Disco
Plus tard, l'émission sera présentée par Smicky et Dimitri (ancien animateur de l'émission similaire "Skydance" sur Skyrock), le premier étant la "voix" d'NRJ à cette période, présentant les morceaux et rappant de temps à autre. Ce que faisait aussi Dimitri dans une moindre mesure, celui-ci étant le DJ de l'émission, s'occupant des enchainements et des scratches. Il est très probable que ce soit ce dernier qui fut chargé de la totalité de la programmation musicale.
Le principe de l'émission était de faire découvrir en direct des morceaux et nouveautés house, garage et hip-hop de DJs ou groupes des États-Unis, entre autres. Elle a ainsi été un précurseur en la matière, en faisant découvrir ces courants de dance qui était encore inconnus du grand public en France.
L'émission était aussi ponctuée d'extraits sonores de séries américaines comme Mission Impossible, Batman, Star Trek, Les Envahisseurs ou Cosmos 1999 et était réalisée avec le concours des disquaires parisiens Champs Disques et CDR.
LL Cool J et Dee Nasty furent reçus durant cette période.
Pour des raisons inconnues, Smicky quitte le navire début 1989.
En décembre 1989 NRJ Club disparaissait et était remplacée par NRJ Megamix.